# Регулятор трансмембранной проводимости при муковисцидозе
Трансмембранный регулятор муковисцидоза (англ. CFTR — Cystic Fibrosis Transmembrane conductance Regulator) — белок, участвующий в транспорте ионов хлора через мембрану клетки, а также название гена, кодирующего этот белок.
Ген CFTR находится на длинном плече 7-й хромосомы. Мутации в гене CFTR приводят к возникновению заболевания муковисцидоз, а также могут быть причиной мужского бесплодия.
Наиболее часто встречается мутация ΔF508 (более 50 % из всех выявляемых мутаций гена), при которой происходит делеция остатка фенилаланина-508 из полипептидной цепочки, что приводит к нарушению укладки белка в плазматической мембране.
Белок МВТР локализуется главным образом в эпителиальных клетках дыхательных путей, слюнных, потовых железах, поджелудочной железе, кишечнике. Внутриклеточно он располагается на поверхности апикальной мембраны, а также в мембранах эндоплазматического ретикулума и в составе пиноцитозных пузырьков. МВТР является мембранным каналом для активного транспорта ионов хлора.

## Белковые взаимодействия
Описаны взаимодействия CFTR с такими белками, как Sodium-hydrogen exchange regulatory cofactor 2, GOPC, SNAP23, Sodium-hydrogen antiporter 3 regulator 1, STX1A, SLC4A8, PRKCE, DNAJC5 and PDZK1.